# Gottfried Pohlan
Gottfried Pohlan (* 12. Februar 1927 in Höckendorf; † 30. November 1989 in Suhl) war ein deutscher Motorradrennfahrer.

## Sportlicher Werdegang
Gottfried Pohlan erlernte in Dresden den Beruf eines Kraftfahrzeugschlossers und stieg 1947 ins Renngeschehen ein. Mit einer 350er-BMW begann er auf der Straße, erwarb auch bald die Lizenz. 1950 kam er ins Eisenacher AWO-Werk, wo er ein 500er-BMW-Vorkriegsmodell fuhr. 1953 wurde er Motorrad-Straßenmeister der DDR.
Im gleichen Jahr begann für ihn mit der in Eisenach gefertigten 350er-EMW der Motorrad-Geländesport. Auf Anhieb wurde er zusammen mit seinen Freunden Kurt Rüdiger und Werner Hollack DDR-Mannschaftsmeister. Anfang 1955 wechselte er in die Suhler AWO-Geländetruppe. Gemeinsam mit Helmut Amthor und Alfred Schütz errang Pohlan den Mannschaftstitel und wurde zudem DDR-Einzelmeister in der Klasse bis 250 cm³. Bei den Internationalen Sechstagefahrten trat er erstmals 1956 in Erscheinung. In der 32. Internationale Sechstagefahrt 1957 gewann er eine Bronzemedaille. 1959 war er Mitglied der DDR-Trophy-Mannschaft, die den dritten Platz belegte. 1960 kehrte er mit einer Goldmedaille aus Österreich von der Internationalen Sechstagefahrt zurück.
Vom großen Viertakter auf die kleine, zweitaktende Simson bis 50 und 75 cm³ wechselte er 1962. Bei den Six Days 1964 siegte er gemeinsam mit Siegfried Rauhut, Ewald Schneidewind und Lothar Schünemann im Kampf um die Internationalen Silbervase. Als Werksfahrer konnte er laut Reglement in der DDR-Meisterschaft nicht berücksichtigt werden. Nach seinem Karriereende vermittelte er noch viele Jahre seine umfangreichen Erfahrungen dem Motorrad-Geländesportnachwuchs.